# Бульбаш
Бульба́ш, множ. бульбаші́ (від біл. бульба — «картопля»; тобто «картопляники») — етнофолізм, іронічне, іноді зневажливе, часом жартівливе прізвисько білорусів.
Залежно від контексту (і в пресі, і в усному мовленні) прізвисько «бульбаш» може носити як глузливо-зневажливий, так і дружній характер. Походження прізвиська пов'язане з тим, що в меню, культурі і сільському господарстві білорусів картопля традиційно відіграє велику роль. Білорусь входить у десятку світових лідерів з вирощування картоплі, а в вирощуванні на душу населення посідає перше місце. Кличка «бульбаш» — не самоназва білорусів.

## Гумор―
- Францішак Хлус, Марцін Юр. Праўдзівая гісторыя Кацапа, Хахла і Бульбаша, пераказаная Вечным Жыдам(біл.)